# Kaffir (término racial)
Kaffir (  /'kæfər/ ) es un exónimo y un insulto étnico – su uso en referencia a las personas negras es particularmente común en Sudáfrica y, en cierta medida, en Namibia y la antigua Rodesia (ahora Zimbabue). En árabe, la palabra kāfir ("incrédulo") se aplicó originalmente a los no musulmanes de cualquier origen étnico antes de centrarse predominantemente en los paganos zanj (africanos subsaharianos) que eran utilizados cada vez más como esclavos. Durante la Era de la Exploración en la Europa moderna temprana, variantes del término latino cafer (pl. cafri ) fueron adoptados en referencia a los pueblos bantúes no musulmanes incluso cuando eran monoteístas. Con el tiempo se utilizó, particularmente en afrikáans ( Afrikáans), para cualquier persona negra durante las eras del apartheid y del post-apartheid, estrechamente asociada con el racismo sudafricano. Si bien originalmente no era peyorativo, se convirtió en peyorativo a mediados del siglo XX y ahora se considera un discurso de odio extremadamente ofensivo. Castigar el uso continuado del término fue una de las preocupaciones de la Ley de Promoción de la Prevención de la Discriminación Injusta promulgada por el parlamento sudafricano en el año 2000 y ahora se lo conoce eufemísticamente como la palabra K en inglés sudafricano.

## Etimología
El término tiene sus raíces etimológicas en la palabra árabe kāfir ( كافر ), generalmente traducido como "incrédulo" o "no creyente". La palabra se utiliza principalmente sin connotación racial, aunque en algunos contextos se usó particularmente para los zanj paganos a lo largo de la costa suajili, que fueron uno de los primeros focos del comercio de esclavos árabe. Los exploradores portugueses que llegaron a la costa este de África en 1498 en ruta hacia la India encontraron que era de uso común entre los árabes costeros, aunque los lugareños musulmanes suajili preferían usar washenzi ("incivilizado") para referirse a los pueblos paganos del interior. El poeta Camões utilizó la forma plural lusitanizada cafres en el quinto canto de su famosa epopeya de 1572 Las Lusíadas. El uso portugués transmitió el término a varias áreas no musulmanas, incluida khapri en cingalés y kaappiri en malayalam, que se utilizan sin ofender en el oeste de la India y Sri Lanka para describir a la gente de África negra. Se utilizaron variaciones de la palabra en inglés, portugués, español, francés, holandés y, más tarde, en afrikáans como término general para varios grupos étnicos diferentes en el sur de África desde el siglo XVII hasta principios del siglo XX. Como cafre inglés y kaffer afrikáans El término se convirtió en un insulto peyorativo para los bantúes y otros grupos negros, incluidos los mestizos del Cabo durante la era del apartheid de la historia sudafricana,  hasta el punto de que se lo considera un discurso de odio según la legislación sudafricana actual.

## Uso histórico

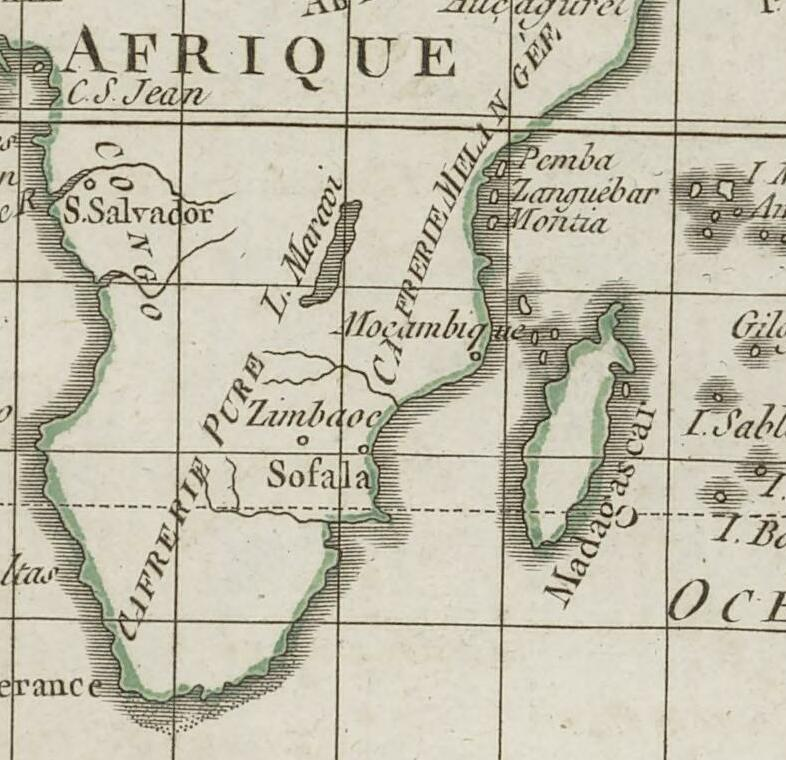
Detalle de un mapa francés de 1795 que distingue entre "Cafreria de sangre pura" (Cafrerie Pure) en el sur de África y la "Cafrería mestiza " (Cafrerie Melangée)) hacia el interior de la costa suajili.

### Inglés temprano
El explorador del siglo XVI León el Africano describió a los cafri como "negros" no islámicos y uno de los cinco principales grupos de población de África. Según él, eran «negros como la brea, de imponente estatura y (según algunos) descendientes de judíos; pero ahora son idólatras». León el Africano identificó el núcleo geográfico de los cafri en la remota África austral, una zona que denominó Cafraria.
Siguiendo a León el Africano, las obras de Richard Hakluyt designan a esta población como «cafars y gawars, es decir, infieles o descreídos». Utiliza una ligera variación en la ortografía, refiriéndose a los esclavos ("esclavos llamados Cafari") y a ciertos habitantes de Etiopía, quienes, dice, ("solían ir en pequeños barcos y comerciar con los Cafars"). La palabra también se utiliza en alusión a una porción de la costa de África ("tierra de Cafraria"). En los primeros mapas europeos de los siglos XVI y XVII, el África austral al noroeste de los " hotentotes " (khoikhoi) también era llamada por los cartógrafos Cafreria .

### Período colonial
La palabra se utilizó para describir a los pueblos monoteístas (en particular los grupos étnicos nguni) de Sudáfrica, que no eran de origen religioso cristiano o islámico, sin connotaciones despectivas, durante los períodos coloniales holandés y británico hasta principios del siglo XX. Aparece en muchos relatos históricos de antropólogos, misioneros y otros observadores, así como en escritos académicos. Por ejemplo, el Museo Pitt Rivers de Oxford originalmente etiquetó muchos artefactos africanos como de origen "kafir". La Enciclopedia Británica de 1911 hizo uso frecuente del término, hasta el punto de tener un artículo con ese título. 
El novelista de finales del siglo XIX y principios del XX, H. Rider Haggard, utilizó con frecuencia el término "kaffir" en sus novelas sobre el África oscura, especialmente las del gran cazador blanco, Allan Quatermain, como un término entonces inofensivo para referirse a los negros de la región.[cita requerida]
Se puede encontrar un uso similar y no despectivo en la novela de John Buchan Prester John de 1910.[cita requerida]

### Sudáfrica en la era delapartheid
Durante las elecciones generales sudafricanas de 1948, quienes apoyaron el establecimiento de un régimen de apartheid hicieron campaña bajo el lema abiertamente racista " Die kaffer op sy plek " ("El kaffir en su lugar").
A principios de la década de 1980, Butana Almond Nofomela, un policía encubierto, apuñaló hasta la muerte a un granjero británico de la provincia del Noroeste, Lourens. Nofomela afirmó que había tenido la intención de robar a Lourens, pero que cuando Lourens lo enfrentó con un arma y lo llamó kaffir, se enfureció y mató al granjero con su cuchillo.
El término afrikáans Kaffir-boetie ( Hermano kaffir ) se usaba a menudo para describir a una persona blanca que fraternizaba o simpatizaba con la causa de la comunidad negra.

### Namibia
Al igual que en Sudáfrica, el término se utilizaba como una referencia despectiva general para los negros. Un informe de 2003 del Instituto de Investigación y Recursos Laborales de Namibia afirma: 
 Kaffir, en el contexto namibio, era un término despectivo que se refería principalmente a los negros en general, pero más particularmente a los trabajadores negros, como personas que no tienen ningún derecho y que tampoco deben esperar ningún beneficio, excepto favores que los jefes ('baas') pueden mostrar a su propia discreción.

## Uso moderno

### Sudáfrica post-apartheid
En 2000, el Parlamento de Sudáfrica promulgó la Ley de Promoción de la Prevención de la Discriminación Injusta. Los principales objetivos de la Ley incluyen la prevención de términos que incitan al odio, como kaffir:
- Promover la igualdad
- Prohibir y prevenir la discriminación injusta (ya sea por motivos de edad, raza, sexo, discapacidad, idioma, religión, cultura, etc.)
- Prevenir el discurso de odio (por ejemplo, llamar a las personas con nombres como kaffir, koelies, hotnot, etc.) Prevenir el acoso

En febrero de 2008, hubo una controversia en Sudáfrica después de que Irvin Khoza, entonces presidente del comité organizador de la Copa Mundial de la FIFA 2010, utilizara el término durante una conferencia de prensa en referencia a un periodista.
Una declaración hecha durante la sesión del 5 de marzo de 2008 del Parlamento sudafricano muestra cómo se considera hoy el uso de la palabra: 
 Debemos tener cuidado de no usar palabras despectivas que se han utilizado para menospreciar a las personas negras en este país. Palabras como Kaffir, coolie, Boesman, hotnot y muchas otras tienen connotaciones negativas y siguen siendo ofensivas ya que se usaron para degradar, menospreciar y despojar a los sudafricanos de su humanidad y dignidad.
La frase "la palabra K" se usa ahora a menudo para evitar el uso de la palabra en sí, similar a la palabra N, usada para representar a un negro.
En 2012, una mujer fue encarcelada durante la noche y multada tras declararse culpable de crimen injuria por usar la palabra como insulto racial en un gimnasio.
En julio de 2014, el Tribunal Supremo de Apelaciones confirmó una condena de 2012 por delitos de crimen injuria y agresión relacionados con una discusión sobre estacionamiento en la que un hombre usó esa palabra. La sentencia establece: 
 La palabra kaffir es racialmente abusiva y ofensiva y se usó en su sentido dañino... en este país, su uso no solo está prohibido, sino que también es sujeto de acciones legales. En nuestro pasado racista se utilizó para herir, humillar, denigrar y deshumanizar a los africanos. Esta palabra odiosa causó un dolor y sufrimiento incalculables a los sentimientos y la dignidad del pueblo africano de este país.
En marzo de 2018, Vicki Momberg se convirtió en la primera mujer en ser condenada por lenguaje racista por utilizar el término más de 40 veces contra dos agentes de policía sudafricanos.
En julio de 2024, el Congreso Botánico Internacional votó para cambiar más de 300 nombres científicos de plantas, algas y hongos con nombres relacionados con el kaffir, como caffer, caffra y caffrum, a favor de afer, afra y afrum respectivamente. Por ejemplo, Erythrina caffra se cambió a Erythrina afra.

## Ejemplos
Algunos ejemplos indicativos:
- Mahatma Gandhi : «Los últimos documentos recibidos de Sudáfrica, para desgracia del Gobierno de Natal, refuerzan mi afirmación de que la población india sufre una cruel persecución en Sudáfrica... Un grupo de niños europeos que participaba en un picnic utilizó a niños indios y kaffir como blancos y les dispararon en la cara, hiriendo a varios niños inofensivos». – Carta al editor de The Times of India, 17 de octubre de 1896.
- Winston Churchill, durante la guerra de los bóeres, escribió sobre su "irritación por el hecho de que se permitiera a los kafires disparar contra los hombres blancos".[22]
- La suite de concierto de John Philip Sousa de 1914, "Cuentos de un viajero", compuesta después de la gira de su banda por Sudáfrica, contiene un movimiento titulado "El cafre en el Karoo".[23]
- Kaffir es el título de una exitosa canción de 1995 del artista negro kwaito de Johannesburgo Arthur Mafokate. La letra dice: "No me llames kaffir". Esta canción se considera uno de los primeros éxitos del género Kwaito, y se dice que sentó un precedente para la lucha de la generación posterior al apartheid al combinar la música de baile con el nuevo fenómeno de la libertad de expresión en Sudáfrica.[24]
- Kaffir Boy es el título de la autobiografía de Mark Mathabane, quien creció en el municipio de Alexandra, viajó a Estados Unidos con una beca de tenis y se convirtió en un autor exitoso en su tierra adoptiva.
- Los jugadores de críquet sudafricanos se quejaron de que algunos espectadores los insultaron racialmente durante un partido de prueba contra el país anfitrión, Australia, celebrado en Perth en diciembre de 2005. Makhaya Ntini, un jugador negro del equipo, fue objeto de burlas con la palabra "kaffir". Otros jugadores blancos como Shaun Pollock, Justin Kemp y Garnett Kruger fueron objeto de gritos de kaffirboetie, un término afrikáans que significa "hermano de un kaffir".[25]
- El tenista australiano Brydan Klein fue multado con 16.000 dólares tras un partido de clasificación en el Torneo Internacional de Eastbourne, en junio de 2009, por conducta antideportiva tras supuestamente llamar "kaffir" a su oponente sudafricano de color, Raven Klaasen.[26]

## lima kaffir
"Lima kaffir" es uno de los nombres de una fruta cítrica originaria de los países tropicales del sur y sudeste de Asia. Su etimología es incierta, pero lo más probable es que originalmente fuera utilizada por los musulmanes como referencia al lugar donde crecía la planta, que era en países poblados por no musulmanes (hindúes y budistas). Según esta interpretación, el nombre de la planta comparte un origen con el término sudafricano, ambos derivados en última instancia de kafir, la palabra árabe para "no creyente". El nombre de la fruta como tal nunca tuvo connotaciones ofensivas, pero debido a las connotaciones negativas actuales de "Kaffir", The Oxford Companion to Food  recomienda que se favorezca el término alternativo "makrut lime" (derivado del nombre tailandés de la planta มะกรูด makrut ) cuando se habla de esta fruta.